# Брезици (Маглај)
Брежице су насељено мјесто у општини Маглај, Босна и Херцеговина.

## Становништво
|             | 2013.      | 1991.        | 1981.        | 1971.        |
| Укупно      | 0 (0,000%) | 103 (100,0%) | 182 (100,0%) | 226 (100,0%) |
| Срби        | –          | 97 (94,17%)  | 167 (91,76%) | 226 (100,0%) |
| Југословени | –          | 6 (5,825%)   | 15 (8,242%)  | –            |